# Дмитриев, Роман Михайлович
Роман Михайлович Дмитриев (7 марта 1949, Бестяхский наслег, Якутская АССР — 11 февраля 2010, Якутск) — советский борец вольного стиля, чемпион Олимпийских игр 1972 года в Мюнхене, серебряный призёр Олимпийских игр 1976 года в Монреале, чемпион Мира и Европы, шестикратный чемпион СССР. Один из лучших мировых борцов первой половины 1970-х годов. На клубном уровне выступал за ЦСКА. Младший брат двукратного чемпиона СССР по вольной борьбе Гавриила Дмитриева.

## Биография
Воспитанник Чурапчинской школы-интерната вольной борьбы Дмитрия Коркина. Также тренировался у Николая Волкова и Сергея Преображенского.
В 1978 году окончил РГУФКСиТ. С 1981 по 1985 годы — тренер Спорткомитета СССР. Работал старшим тренером сборной команды ЯАССР и старшим тренером молодёжной сборной Российской Федерации по вольной борьбе.
После завершения карьеры спортсмена и тренера являлся:
- первым заместителем министра по делам молодёжи и спорта РС(Я);
- начальником Управления по вопросам спорта Постоянного представительства РС(Я) при Президенте РФ;
- постоянным представителем Государственного Собрания (Ил Тумэн) Республики Саха (Якутия) в Федеральном Собрании Российской Федерации;
- депутатом Государственного Собрания (Ил Тумэн) РС(Я) (фракция «Единая Россия»), членом комитета по делам семьи, детства, молодёжи, физической культуре и спорту.

Скончался 11 февраля 2010 года на 61-м году жизни. Похоронен в городе Якутске на Маганском кладбище.
Именем Романа Дмитриева назван один из самолётов Sukhoi Superjet 100 (RA-89012) авиакомпании «Якутия».
С 2011 года в Якутске проводится Всероссийский турнир среди юниоров памяти Романа Дмитриева.

С 2013 года проводится Международный турнир среди юниоров памяти Романа Дмитриева.
19 октября 2018 года был включен в Зал Славы Объединённого мира борьбы (UWW).

## Награды и звания
- заслуженный мастер спорта СССР,
- заслуженный тренер СССР,
- заслуженный тренер Российской Федерации,
- заслуженный работник физической культуры Якутской АССР,
- знак ЦК ВЛКСМ «Спортивная слава»,
- орден «Знак Почета»,
- орден «Полярная звезда»,
- медаль «За трудовую доблесть»,
- почётный гражданин: города Якутска, Жиганского, Вилюйского, Чурапчинского улусов.

### Видео
- Международный турнир в Тбилиси 1969, вольная борьба, 48 кг: Роман Дмитриев (СССР) — Эбрахим Джавади (Иран)